# And Maggie Makes Three
"And Maggie Makes Three" är avsnittet 13 från säsong sex av Simpsons. Avsnittet sändes 22 januari 1995 på Fox. I avsnittet görs en tillbakablick till födseln av Maggie. Homer slutade på Springfields kärnkraftverk och började på sitt drömjobb, bowlinghallen. Men då han får reda på att Marge väntar Maggie tvingas han gå tillbaka till sitt jobb. Avsnittet skrevs av Jennifer Crittenden, och regisserades av Swinton O. Scott III. 

## Handling
Medan familjen Simpson tittar genom familjens fotoalbum märker Lisa att det inte finns några bilder på Maggie. Homer börjar då berätta varför det inte finns några bilder, och börjar berätta historien om Maggies födelse. Året är 1993. Homer är trött på sitt arbeta på Springfields kärnkraftverk, och han vill uppfylla sin största dröm, ett arbete på en bowlinghall. Homer har nu tjänat tillräckligt pengar för att bli skuldfri och kan byta till ett jobb som ger sämre betalt, ett jobb på en bowlinghall. Homer och Marge går ut på middag och kvällen avslutas med att Marge blir gravid. När Marge har fått reda på att hon är gravid, vet hon att nyheten skulle tvinga Homer sluta på sitt jobb, så hon vill inte berätta nyheten för honom. Marge berättar vilken knipa hon är i för sina systrar, Patty och Selma, som börjar sprida nyheten, och Homer får efter en tid reda på att Marge är gravid igen.
På grund av de ekonomiska problem som orsakades av graviditeten blir Homer tvungen att få tillbaka till sitt gamla jobb. Mr. Burns låter honom få tillbaka jobbet och som straff för att han slutade får han en plakat med texten "Don't forget: You're here forever" (Glöm inte: Du är här för evigt). Marge föder Maggie och Homer blir förtjust i henne direkt. Bart och Lisa frågar då Homer varför det inte finns några foton av Maggie. Han berättar då för dem att de finns på den plats där det mest behövs. Det visar sig att på Homers arbetsplats finns alla bilder på Maggie och de är placerade runt plakatet, så texten lyder "Do it for her" (Gör det för henne).

## Produktion
Avsnittet skrevs av Jennifer Crittenden och regisserades av Swinton O. Scott III. Det var det första avsnittet som Scott regisserade, samt Crittenden första manus. Hon anställdes efter att 20th Century Fox introducerade Crittenden till Mirkin efter att Mirkin fått ett manus av henne som han gillade. Efter Homer slutar sitt jobb på kraftverket, kastar han ut Mr. Burns från vagnen som han kör. Homer kör sedan över en träbro och kastar en brinnande papperstuss, vilket leder till att bron börjar brinna. Denna del skrevs av Mirkin. Skämtet med att förändra texten på plaketet kom från George Meyer.

## Kulturella referenser
Soffskämtet i början av avsnittet är en referens till introt för James Bond. Dr Hibberts hår i tillbakablicken är samma som Arsenio Hall har. I avsnittet tittar familjen på  Knight Boat, som är en parodi på Knight Rider.  När Homer i avsnittet snurra ett bowlingklot i handen innan han kastar den i luften och utropar "I'm gonna make it after all!" (Jag kommer klara det efter allt), är en referens till inledningen av The Mary Tyler Moore Show.

## Mottagande
Avsnittet hamnade på plats 47 över det mest sedda programmet under veckan med en Nielsen ratings på 10.3, och det fjärde mest sedda på Fox. Ricky Gervais anser att avsnittet är seriens näst bästa, och Warren Martyn och Adrian Wood skriver i I Can't Believe It's a Bigger and Better Updated Unofficial Simpsons Guide att avsnittet är överraskande och en traditionell episod. Joshua Klein har skrivit i Chicago Tribune att avsnittet är ett av de bästa ur säsongen. I TV Squad skriver Adam Finley att avsnittet lyckas vara både otroligt roligt och otroligt gripande, samt innehåller några bra skämt, men känslan man får över att Homer inte nöjd med att ett till barn är fantastiskt. Colin Jacobson skriver i DVD Movie Guide att avsnittet som de flesta flashback-avsnitten, fungerar bra och gillar mest scenen där man ser orsaken till att Homer tappar sitt hår. Kevin Wong har skrivit i PopMatters att avsnittet visar en rörande titt på faderskapet.